# Pleszka kaukaska
Pleszka kaukaska (Phoenicurus erythrogastrus) – gatunek małego ptaka z rodziny muchołówkowatych (Muscicapidae). Występuje w środkowej Azji i na Kaukazie, gniazduje w wysokich górach.

## Taksonomia
Po raz pierwszy gatunek opisał Johann Anton Güldenstädt w 1775 na łamach Novi Commentarii Academiae Scientiarum Imperialis Petropolitanae. Holotyp pochodził z Kaukazu. Autor nadał nowemu gatunkowi nazwę Motacilla erythrogastra. Obecnie (2020) Międzynarodowy Komitet Ornitologiczny umieszcza pleszkę kaukaską w rodzaju Phoenicurus. Wyróżnia dwa podgatunki – P. e. erythrogastrus i P. e. grandis. Badane było zróżnicowanie w sekwencji genu cytochromu b u dwóch populacji: P. e. erythrogastrus i P. e. grandis. Różnica wyniosła 2,3%.

## Morfologia
Długość ciała wynosi około 18 cm, masa ciała 21–29 g. Większa od pleszki zwyczajnej. Samiec z czarnym grzbietem, skrzydłami i gardłem, głowa również czarna z białą czapeczką. Na lotkach duże białe lusterko. Spód ciała i ogon rudoczerwone. Samica podobna do samicy pleszki zwyczajnej, rozróżnialna po większych rozmiarach ciała.

## Podgatunki i zasięg występowania
IOC wyróżnia dwa podgatunki:
- P. e. erythrogastrus (Güldenstädt, 1775) – Wielki Kaukaz; poza sezonem lęgowym Zakaukazie i Iran[9]
- P. e. grandis (Gould, 1850) – obszar na północ od jeziora Bajkał oraz od Ałtaju i zachodniej Mongolii na południe po wschodni Afganistan, północno-zachodnie i centralne Chiny oraz Himalaje; poza sezonem lęgowym również w północnych Indiach oraz we wschodnich i południowych Chinach[9]

## Status
IUCN uznaje pleszkę kaukaską za gatunek najmniejszej troski (LC, Least Concern) nieprzerwanie od 1988 roku. Liczebność światowej populacji nie została oszacowana, ale jej trend uznawany jest za stabilny.